# Васил Алексиев
Васил Алексиев Кюрдалов или Кюрдалиев, Кюрдалев е български възрожденски просветен деец от Македония.

## Биография
Васил Алексиев е роден в гостиварското село Маврово. По произход е от мариовското село Орле. Учи при Йоаким Груев в Пловдив по взаимоучителния метод. Става пътуващ книгопродавец в книжарницата на Христо Г. Данов до 1859 година.
През май 1860 година пристига да продава книги на Прилепския панаир. Ангел Хаджиилиев настоява пред Прилепската българска община да го задържат като учител. От учебната 1859 – 1860 година (според Шапкарев от август 1861) е български взаимен учител в Прилепското училище, където заедно със сърбина Георги Гьока замества Йордан Хаджиконстантинов Джинот. Кюрдалев разделя учениците на горен и долен курс, като в долния се обучават малките деца от трима учители (Иван Попстефанов, Секула Дръндаров и Константин Поменов) по ланкастърския (взаимоучителен) метод, а в горния, наречен от него „класно училище“, се преподават предметите от основните училища с някои религиозни предмети: българска граматика, землеописание, свещена история, числителница. Обучението в този отдел се ръководи от Кюрдалев и Христо Колчаков.
След пристигането на Кузман Шапкарев в града, активно го подпомага в утвърждаването на българщината. Заедно с ученика си и помощник Константин Помянов изгарят всички богослужебни гръцки книги в Прилеп.
Шапкарев пише:
| „ | Васил Алексиев, макар и да беше със слаби научни сили, но все пак беше много по-добър от всекой дотогашен в тоя град български учител и принесе неоценима полза, като тури в училището здрава основа според новата тога метода на учението и като след една-две години приготви ученици за класно училище, състави първо I клас, а до годината и II, следователно у народа се събуди и въдвори ученолюбиво чувство, каквото дотога едва ли съществуваше, с една реч, той направи онова, което тога беше най-необходимо за гр. Прилеп. | “ |

Алексиев умира от охтика на 24 февруари или на 23 март 1865 година. В Прилеп е заместен през юни от дупничанина Георги Икономов.